# Оберперфусс
Оберперфусс (нім. Oberperfuss) —  громада округу Інсбрук-Ланд у землі Тіроль, Австрія.
Оберперфусс лежить на висоті  812 м над рівнем моря і займає площу  15,29 км². Громада налічує 2843 мешканців. 
Густота населення 186/км².  
|                                      |
| Оберперфусс на мапі округу та землі. |

 Адреса управління громади: Peter-Anich Weg 1, 6173 Oberperfuss. 

## Демографія
Історична динаміка населення міста за даними сайту Statistik Austria

## Відомі особистості
В окрузі народився:
- Петер Аніх — австрійський картограф.

## Виноски
1. ↑  Dauersiedlungsraum der Gemeinden Politischen Bezirke und Bundesländer - Gebietsstand 1.1.2018 — Статистичне управління Австрії.
2. ↑  https://www.statistik.at/blickgem/blick1/g70337.pdf
3. ↑   www.gemeinde-oberperfuss.at
4. ↑  Gemeindedaten von Oberperfuss

| Австрія | Це незавершена стаття з географії Австрії. Ви можете допомогти проєкту, виправивши або дописавши її. |